# Jiangxia (Wuhan)
Jiangxia léase Chiáng-Siá (en chino:江夏区, pinyin:Jiāngxià  qū) es un  distrito urbano bajo la administración directa de la ciudad-prefectura de Wuhan. Se ubica al este de la provincia de Hubei, sur de la República Popular China. Su área es de 2014 km² y su población total para 2016 fue de +800 mil habitantes.

## Administración
El distrito de Jiangxia se divide en 15 pueblos que se administran en subdistritos.